# Biakbrilvogel
De biakbrilvogel (Zosterops mysorensis) is een zangvogel uit de familie Zosteropidae (brilvogels). De vogel werd in 1874 door Adolf Bernard Meyer beschreven aan de hand van een zoölogisch specimen afkomstig van het zustereiland Supiori (Mysori).

## Herkenning
De vogel is 11,5 cm. De vogel is van boven olijfgroen, op de stuit iets lichter gekleurd. De witte oogring is zeer smal. De keel en borst zijn wit en de onderstaartdekveren zijn bleekgeel. Het oog is dofbruin, de snavel donker gekleurd en de poten lichtgrijs.

## Verspreiding en leefgebied
Deze soort is endemisch op het eiland Biak en het zustereiland Supiori, onderdeel van de Schouteneilanden in de  Geelvinkbaai van de Indonesische provincie Papoea. Het leefgebied is regenwoud, maar ook bosranden en secundair bos tot op 675 meter boven zeeniveau.

## Status
De vogel is gevoelig voor uitsterven omdat door ontbossing ten behoeve van houtwinning en zelfvoorzieningslandbouw leefgebied verloren gaat.